# Sân bay Ignatyevo

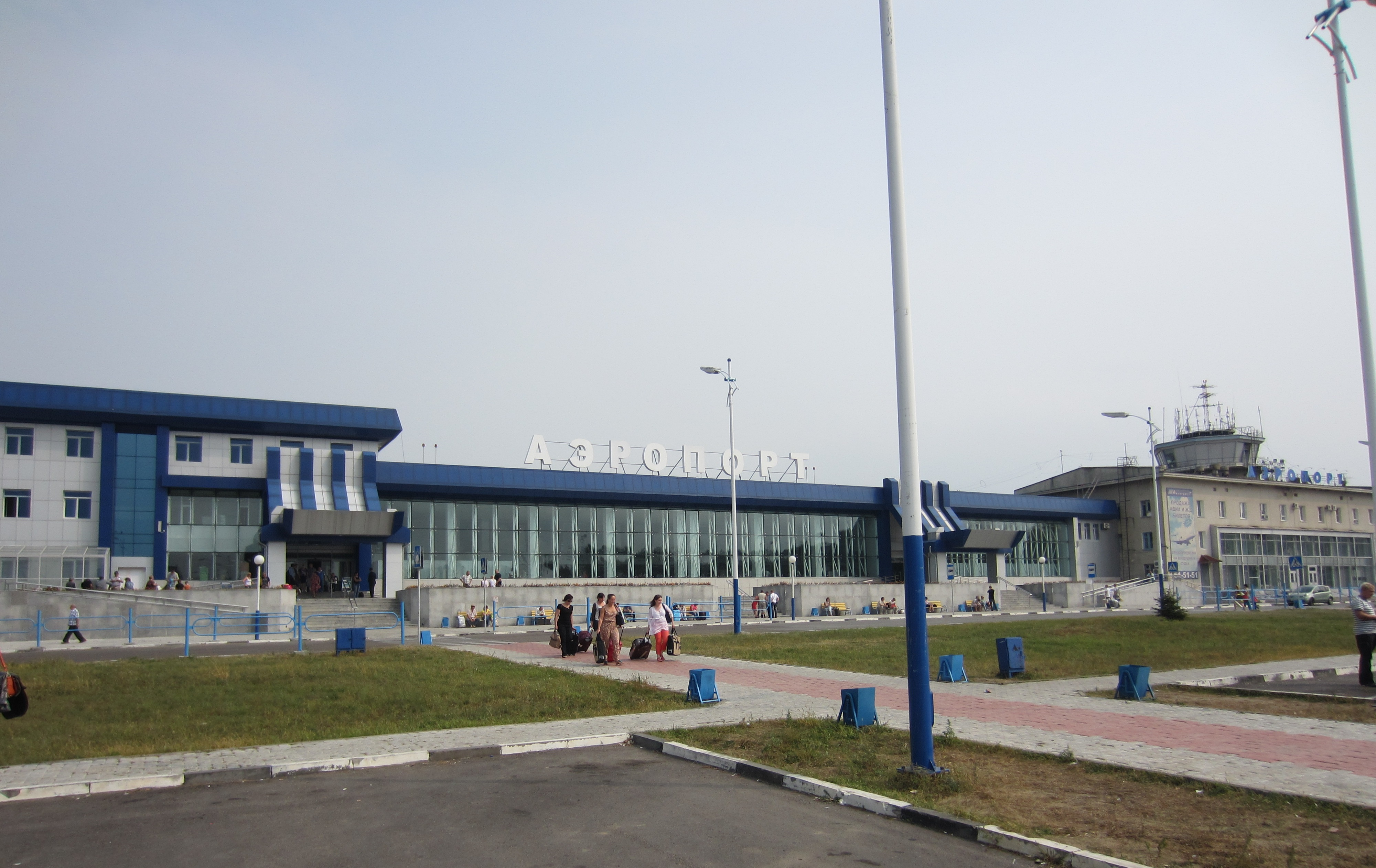
Sân bay Ignatyevo

Sân bay Ignatyevo (tiếng Nga: Аэропорт Игнатьево) (IATA: BQS, ICAO: UHBB) là một sân bay ở Nga, cách Blagoveshchensk 20 km về phía tây bắc. Sân bay này phục vụ các máy bay cỡ vừa và có thể hoạt động 24h trong ngày. Khu vực sân đỗ máy bay dân dụng có sức chứa 44 máy bay còn khu vực quân sự nằm ở phía tây bắc của sân bay.

## Các hãng hàng không và các điểm đến
- Dalavia (Chita, Khabarovsk)[1]
- Domodedovo Airlines (Moskva-Domodedovo)[1]
- Interavia Airlines (Moskva-Domodedovo)[2]
- Iraero (Chita, Irkutsk)[1][2]
- KrasAir (Cáp Nhĩ Tân, Krasnoyarsk)[1][3]
- Rossiya (Novosibirsk, Petropavlovsk-Kamchatsky, St Peterburg)[2]
- SAT Airlines (Komsomolsk-na-Amur, Yuzhno-Sakhalinsk)[1]
- Ural Airlines (Ekaterinburg, Moskva-Domodedovo)[2]
- Yakutia Airlines (Yakutsk)